# Élection présidentielle abkhaze de 2020
L'élection présidentielle abkhaze de 2020 a lieu le 22 mars 2020 afin d'élire le Président de l'Abkhazie, une république sécessionniste de la Géorgie non reconnue par la majorité de la communauté internationale. 
Le scrutin a lieu de manière anticipée à la suite de la victoire contestée du président sortant Raul Khadjimba sur l'opposant Alkhas Kvitsinia au second tour de la présidentielle de 2019. Des accusations de fraude électorale à l'encontre de Khabindja conduisent cependant à un soulèvement populaire suivi de sa démission le 12 janvier 2020 et à l'organisation de ce nouveau scrutin.
L'opposant Aslan Bjania l'emporte dès le premier tour avec 58,92 % des suffrages, pour une participation de plus de 70 %.

## Contexte

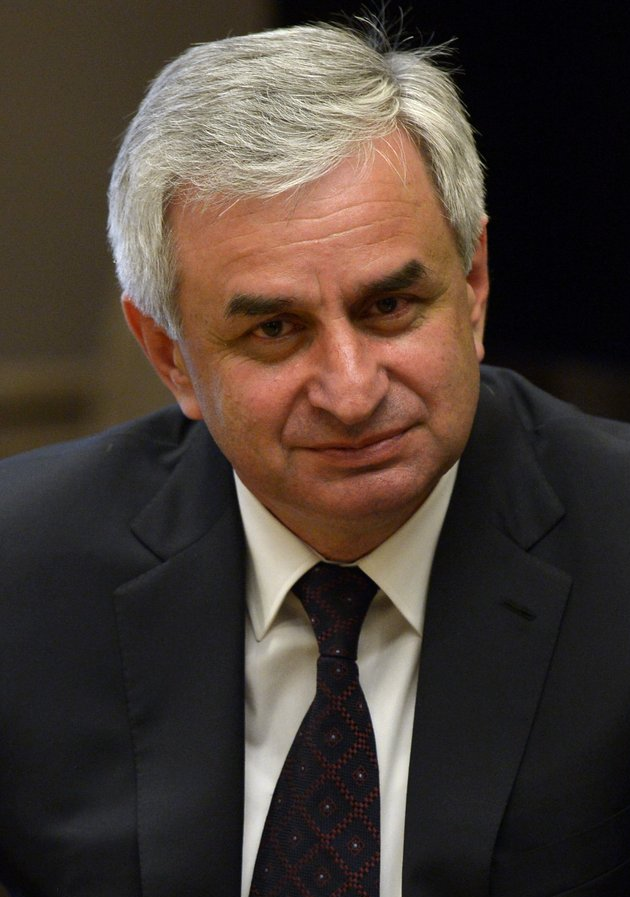
Raul Khadjimba.

Le premier tour de l'élection présidentielle organisée le 25 août 2019 voit le président sortant Raul Khadjimba être mis en ballottage par l'opposant Alkhas Kvitsinia. Khadjimba l'emporte finalement de justesse au second tour de septembre avec 999 voix d'avance sur son concurrent selon les résultats officiels. 
Alkhas Kvitsinia fait appel des résultats, sans succès. En janvier 2020, cependant, les accusations de fraude électorale donnent lieu à des manifestations de grande ampleur contre Khadjimba, culminant le 10 janvier en un soulèvement populaire qui voit les manifestants s'emparer d'un stock d'armes à feu avant de prendre le contrôle des principales institutions du pays dont le parlement et la Cour suprême, dans ce qui est qualifié de « quasi coup d’État ». L'Assemblée nationale vote le soir même une résolution appelant Khadjimba à quitter le pouvoir, soutenue par son propre parti, tandis que la Cour suprême déclare le résultat de l'élection présidentielle invalide. Khadjimba refuse cependant de démissionner, le conflit s'enlisant pendant deux jours entre les deux camps retranchés dans les bâtiments de la capitale, en attente de la réaction du gouvernement russe,. La visite de Vladislav Sourkov, conseiller de Vladimir Poutine, deux jours plus tard est suivie le jour même de l'annonce par Khadjimba de sa démission,. Celle-ci ouvre la voie à une nouvelle élection présidentielle, fixée au 22 mars 2020.

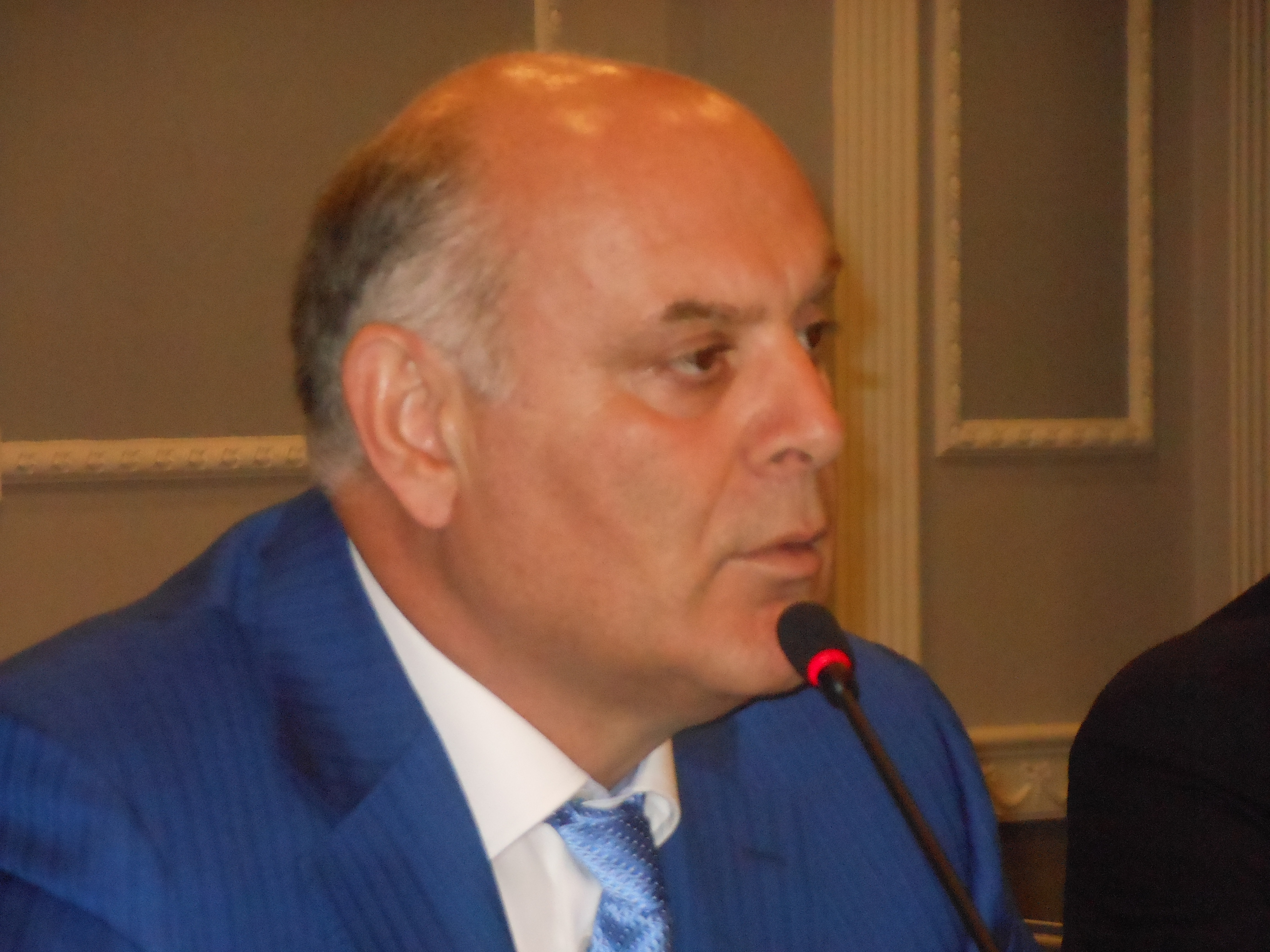
Aslan Bjania en 2014.

L'opposant Aslan Bjania est jugé favori du scrutin. Son empoisonnement l'année précédente l'avait conduit à être hospitalisé en Russie dans un état grave, poussant ses partisans à faire repousser la date du scrutin d'un mois afin de lui permettre d'y participer à son rétablissement. Bjania, alors sous assistance respiratoire, et souffrant de troubles de la parole, avait cependant fini par annoncer son abandon de la course à la présidence du fait de son état de santé. De retour en Abkhazie en 2020, il loue les résultats de l'élan populaire ayant renversé Khajimba, tout en remerciant précautionneusement l'effort diplomatique du voisin russe,. Adgour Ardzinba est quant à lui choisi pour candidat par le Forum pour l'Unité nationale de l'Abkhazie en tant que dauphin de Raul Khajimba.

## Système électoral
Le président de l'Abkhazie est élu au suffrage universel direct uninominal majoritaire à deux tours pour un mandat de cinq ans. Les votes blancs étant pris en compte dans les votes valides sous la forme de bulletin « aucun d'entre eux », les candidats peuvent être élus au second tour sans avoir atteint la majorité absolue. La participation doit cependant obligatoirement franchir le quorum de 25 % des inscrits pour que le scrutin soit reconnu valide, une pratique courante dans les ex-républiques soviétiques. À défaut, une nouvelle élection est organisée, avec des candidats différents,,.

## Résultats
|                          | Aslan Bjania Badra Gounba    | Indépendant              | 53 741  | 58,92 |  |  |
|                          | Adgour Ardzinba Arda Achoub  | FUNA                     | 33 686  | 36,93 |  |  |
|                          | Leonid Dzapchba ktor Khachba | Akzaara                  | 2 114   | 2,32  |  |  |
|                          | Aucun d'entre eux            | Aucun d'entre eux        | 1 666   | 1,83  |  |  |
|                          |                              |                          |         |       |  |  |
| Votes valides            | Votes valides                | Votes valides            | 91 137  | 96,72 |  |  |
| Votes nuls               | Votes nuls                   | Votes nuls               | 3 092   | 3,28  |  |  |
| Total                    | Total                        | Total                    | 94 229  | 100   |  |  |
| Abstention               | Abstention                   | Abstention               | 38 687  | 29,08 |  |  |
| Inscrits / participation | Inscrits / participation     | Inscrits / participation | 132 916 | 70,92 |  |  |

## Conséquences
L'opposant Aslan Bjania l'emporte dès le premier tour, pour une participation de plus de 70 %.